# You Know My Name
You Know My Name is de naam van de titelsong voor de James Bondfilm Casino Royale. Het nummer werd geschreven door Chris Cornell in samenwerking met David Arnold. Die laatste schreef ook al de soundtrack voor Casino Royale. Het nummer verscheen voor het eerst in het openbaar op 20 september 2006 op het internet. You Know My Name is de eerste Bondtitelsong sinds 1987 die is gezongen door een mannelijke zanger (The living daylights van a-ha). Daarnaast is Cornell de eerste Amerikaanse zanger die een James Bondtitelsong mocht schrijven.
De tekst van het liedje bevat opvallend genoeg geen enkele keer de titel van film Casino Royale. Er wordt wel enkele malen gerefereerd aan casino's en spelen in casino's. Zo wordt er gezongen "a spin of the wheel" (een referentie aan de roulette). Daarnaast worden er adviezen gegeven aan James Bond.
Cornell beluisterde eerst de titelsongs van Paul McCartney voor Live and Let Die en van Tom Jones voor Thunderball voor inspiratie.
Net als bij alle andere Bondfilms wordt, terwijl You Know My Name ten gehore wordt gebracht, een speciale openingsvideo vertoond die te maken heeft met de titelsong. Deze openingsvideo is gemaakt door Daniel Kleiman. In plaats van de gebruikelijke vrouwelijke silhouetten die te zien zijn, zijn er diverse geanimeerde gevechten te zien tussen James Bond en zijn tegenstander. Tijdens die gevechten zijn kaarten en symbolen die op kaarten staan te zien.
You Know My Name is de eerste Bond titelsong die niet op het soundtrack-album staat van de film. Er zijn daarnaast verschillende versies van het nummer gemaakt. De versie die te horen is tijdens de film is anders dan die op de originele single staat. De video die bij de single hoort werd voor het eerst vertoond op televisie in het MTV-programma Making the Video op 31 oktober 2006